# Parlamentswahl in Serbien 2014
- SPS: 44
- SDS: 18
- DS: 19
- Mind.: 10
- SNS: 158

Die Parlamentswahl in Serbien 2014 fand am 16. März statt.
Die Serbische Fortschrittspartei (SNS) gewann mit 48,4 % der Stimmen eine absolute Mehrheit von 158 Sitzen. Ihr bisheriger Koalitionspartner, die Sozialistische Partei Serbiens (SPS), landete mit 13,5 % und 44 Sitzen auf Platz zwei. Nur zwei weitere Parteien, die keine ethnischen Minderheiten repräsentierten, konnten den Einzug ins Parlament schaffen: die Demokratische Partei (DS) mit 6 % und 19 Sitzen und die vom ehemaligen serbischen Staatspräsidenten Boris Tadić geführte Sozialdemokratische Partei (SDS), die 5,7 % und 18 Sitze erhielt.